# الفيضان (رواية)
 الفيضان هي مجموعة قصصية للكاتب السوري حيدر حيدر نُشرت سنة 1975. تحتوي المجموعة على إحدى عشر قصة قصيرة مختلفة ولكن جميع هذه القصص تتمحور حول القمع الذي واجهته المجتمعات العربية بعد الثورات التحريرية. على غرار أعماله السابقة، يُوظف حيدر حيدر أسلوب تيار الوعي في هذه المجموعة القصصية، حيث أنه يركز على الوضع النفسي الذي كان يسود الوطن العربي و«الحالة النفسية للوطنيين الأوائل».

## قصص المجموعة
تضم المجموعة إحدى عشر قصة: "النمل والقات" و"الرهان" و"الزوغان" و"أغنية حزينة لرجل كان حيًا" و"من الذي يذكر الغابة؟" و"صمتُ النار" و"الاغتيال" و"الفيضان" و"الجوع واللصوص والقتلة" والبرابرة" و"وشاح وردي لرجل وحيد." 

## أقوال الكاتب
ينسب حيدر حيدر استخدامه لأسلوب تيار الوعي إلى طفولته، حيث قال «حين تستعاد أطياف الطفولة والبدايات الأولى تنتابني حالة هي إلى الحلم أقرب منها إلى الواقع». كما أنه انتقد الأساليب السردية التقليدية بأنها تسرد الواقع بشكل مبسط بعيد عن الحالة الداخلية للشخصيات. بالرغم من كونه سوري الأصل، إلا أنه تناول جميع القضايا العربية في كتاباته. فهو يرى وحدة التراجيديا العربية الواقعة في جميع البلدان التي تقع فيها الحروب والمجازر، مثل سوريا ولبنان والعراق وفلسطين. وبالرغم من نظرته السوداوية، إلا أنه لا ينظر إلى هذا القمع والتعذيب كقدر حتمي، بل كواقع يجب تغييره وإصلاحه، ويمكن رؤية هذه الخصائص في مجموعته القصصية «الفيضان».